# Juan Ignacio Duma
Juan Ignacio Duma (Vedia, Provincia de Buenos Aires, Argentina; 8 de diciembre de 1993) es un futbolista argentino nacionalizado chileno que juega de delantero y actualmente se encuentra en Santiago Wanderers de la Primera B de Chile. 
Es primo del también futbolista Cristian Duma.

## Trayectoria

### Inicios
Se formó en el club rosarino Atlético Unión y Sociedad Italiana de Álvarez, donde destacó por sus innatas condiciones. En 2011 decidió irse a probar a Chile, donde se probó en Colo-Colo, donde no quedó. Luego fue a Rancagua, para probarse en O'Higgins, donde tras un torneo amistoso, llamó la atención de Universidad de Chile.

### Universidad de Chile
En 2 de septiembre de 2011, Azul Azul pagó veinticinco millones de pesos (cincuenta mil dólares) por el 50% del pase del joven delantero proveniente del Club Atlético Unión y Sociedad Italiana de Álvarez (Rosario). Duma se incorporó en el mes de diciembre a la división juvenil de Universidad de Chile, donde encontró la titularidad como mediapunta. El 16 de febrero de 2012, la dirigencia del club inscribió al jugador en el primer equipo para que pudiera disputar el Torneo de Apertura 2012. A pesar de esto, no jugó en ningún partido del campeonato, el cual ganó su club tras vencer en la final a O'Higgins.
Su debut con el cuadro universitario se produjo el 9 de septiembre de 2012 en el encuentro contra Santiago Wanderers por la Copa Chile 2012/13, en el que además jugó los noventa minutos, destacando fundamentalmente como extremo, acompañando a Enzo Gutiérrez y Sebastián Ubilla en la ofensiva durante la última etapa de Jorge Sampaoli en "la U". Tras ello, el 29 de septiembre del mismo año, jugó su primer partido en el Torneo de Clausura chileno frente a Unión La Calera. Ante este mismo rival, pero en Copa Chile, marcó su primer gol en la derrota por 2-1 Luego de su primera anotación, las oportunidades del jugador aumentaron y logró participar en varios cotejos importantes de su equipo, como en los clásicos ante Colo-Colo y Universidad Católica. En noviembre, se mantuvo como titular e incluso marcó dos goles en cuatro partidos, estos frente a Huachipato y Universidad de Concepción. Con esto, Duma concretó ocho partidos y dos tantos en todo el campeonato.
Para el 2013, el técnico Darío Franco lo ratificó como titular dentro de su escuadra. En el Torneo de Transición 2013, el 24 de febrero, marcó sus primeros dos goles de la temporada en la victoria por 6-1 ante San Marcos de Arica. Tras ir perdiendo de a poco la titularidad, el 28 de abril volvió a convertir en la derrota por 4-2 frente a Deportes Antofagasta y, en la semana siguiente, convirtió un doblete en el Superclásico frente a Colo-Colo, al que vencieron por 3-2. Tres días después, el 8 de mayo, Duma jugó en la final de la Copa Chile 2012-13 frente a Universidad Católica, a la que vencieron por 2-1 gracias a un gol suyo en los descuentos del segundo tiempo. Aunque a la semana siguiente anotó en la victoria por 1-3 frente a Ñublense, en el segundo clásico universitario de la temporada tuvo un mal desempeño y terminó expulsado al minuto cincuenta. La derrota por 3-0 en ese encuentro terminó por dejar en el quinto lugar al equipo universitario en el Torneo de Transición.

### Palestino
Después de su poca continuidad en el año 2013 en el conjunto azul de Marco Antonio Figueroa, quien además no lo tenía considerado en el plantel, en diciembre de 2013 es enviado a préstamo a Palestino por una temporada (Clausura 2014). Se le asigna la camiseta n.º 15 en el plantel, hace su debut por Palestino el 4 de enero de 2014 en un encuentro válido por la 1° fecha del torneo de Clausura ante Everton, encuentro en el cual Palestino golea por 4 tantos a 0 al cuadro viñamarino con goles de Roberto Gutiérrez (3) y de Matías Ramírez. En su paso por el club, en un partido válido por la 2° fecha del torneo de Clausura 2014 precisamente frente a su club de origen Universidad de Chile, anota su primer y además, único gol del encuentro dándole la victoria a Palestino. Duma en 16 encuentros disputados, marcó un total de 4 goles por el cuadro árabe.

### Huachipato
Después de volver de su préstamo en Palestino, a mediados de 2014 vuelve a la "U", disputando 12 encuentros la mayoría por Copa Chile, anotando solo un gol. A fin de la temporada Apertura 2014 se corona junto al plantel Campeón de dicho torneo. Sin embargo, no todo sería bueno para Duma, ya que Azul Azul decide prescindir de sus servicios como jugador y le vende el 60% de su pase a Huachipato, traspasándolo por una suma de US$ 400 mil. El 8 de enero de 2015 es presentado en los "acereros" para reforzar su ofensiva para el torneo de Clausura 2015.
El 9 de enero debuta con la camiseta de "la usina" en la derrota 2 a 1 de Huachipato, contra Universidad de Concepción El 18 de enero marca su primer gol con la camiseta de Huachipato contra Colo-Colo poniendo el empate parcial 1 a 1 en partido que terminaría empatado a 2, permanece en el club hasta 2017.

### Santiago Wanderers
El 5 de diciembre de 2022 es oficializado como nueva incorporación de Santiago Wanderers.

## Estadísticas

### Clubes
| Club                         | Div.          | Temporada     | Liga  | Liga  | Liga   | Copas nacionales | Copas nacionales | Copas nacionales | Torneos internacionales | Torneos internacionales | Torneos internacionales | Total | Total | Total  |
| Club                         | Div.          | Temporada     | Part. | Goles | Asist. | Part.            | Goles            | Asist.           | Part.                   | Goles                   | Asist.                  | Part. | Goles | Asist. |
| ---------------------------- | ------------- | ------------- | ----- | ----- | ------ | ---------------- | ---------------- | ---------------- | ----------------------- | ----------------------- | ----------------------- | ----- | ----- | ------ |
| Universidad de Chile · Chile | 1ª            | 2012          | 8     | 2     | 0      | 11               | 6                | 1                | 3                       | 0                       | 0                       | 23    | 8     | 1      |
| Universidad de Chile · Chile | 1ª            | 2013          | 12    | 6     | 1      | 6                | 0                | 0                | 3                       | 0                       | 0                       | 21    | 6     | 1      |
| Universidad de Chile · Chile | 1ª            | 2013-14       | 5     | 0     | 0      | 2                | 1                | 0                | 4                       | 0                       | 0                       | 11    | 1     | 0      |
| Universidad de Chile · Chile | 1ª            | 2014-15       | 10    | 0     | 0      | —                | —                | —                | —                       | —                       | —                       | 10    | 0     | 0      |
| Universidad de Chile · Chile | Total club    | Total club    | 35    | 8     | 1      | 19               | 7                | 1                | 10                      | 0                       | 0                       | 64    | 15    | 2      |
| Palestino · Chile            | 1ª            | 2013-14       | 15    | 2     | 2      | —                | —                | —                | —                       | —                       | —                       | 15    | 2     | 2      |
| Palestino · Chile            | Total club    | Total club    | 15    | 2     | 2      | 0                | 0                | 0                | 0                       | 0                       | 0                       | 15    | 2     | 2      |
| Huachipato · Chile           | 1ª            | 2014-15       | 4     | 2     | 0      | —                | —                | —                | —                       | —                       | —                       | 4     | 2     | 0      |
| Huachipato · Chile           | 1ª            | 2015-16       | 21    | 6     | 2      | 5                | 1                | 0                | —                       | —                       | —                       | 26    | 7     | 2      |
| Huachipato · Chile           | 1ª            | 2016-17       | 7     | 2     | 0      | 1                | 0                | 0                | —                       | —                       | —                       | 8     | 2     | 0      |
| Huachipato · Chile           | Total club    | Total club    | 32    | 10    | 2      | 6                | 1                | 0                | 0                       | 0                       | 0                       | 38    | 11    | 2      |
| Deportes Antofagasta · Chile | 1ª            | 2018          | 4     | 0     | 0      | —                | —                | —                | —                       | —                       | —                       | 4     | 0     | 0      |
| Deportes Antofagasta · Chile | Total club    | Total club    | 4     | 0     | 0      | 0                | 0                | 0                | 0                       | 0                       | 0                       | 4     | 0     | 0      |
| Barnechea · Chile            | 2ª            | 2019          | 18    | 2     | 1      | 2                | 0                | 0                | —                       | —                       | —                       | 20    | 2     | 1      |
| Barnechea · Chile            | 2ª            | 2020          | 28    | 6     | 3      | —                | —                | —                | —                       | —                       | —                       | 28    | 6     | 3      |
| Barnechea · Chile            | 2ª            | 2022          | 30    | 13    | 4      | 2                | 0                | 0                | —                       | —                       | —                       | 32    | 13    | 4      |
| Barnechea · Chile            | Total club    | Total club    | 76    | 21    | 8      | 4                | 0                | 0                | 0                       | 0                       | 0                       | 80    | 21    | 8      |
| Deportes Melipilla · Chile   | 1ª            | 2021          | 18    | 1     | 0      | 1                | 0                | 0                | —                       | —                       | —                       | 19    | 1     | 0      |
| Deportes Melipilla · Chile   | Total club    | Total club    | 18    | 1     | 0      | 1                | 0                | 0                | 0                       | 0                       | 0                       | 19    | 1     | 0      |
| Santiago Wanderers · Chile   | 2ª            | 2023          | 33    | 6     | 2      | 2                | 0                | 0                | —                       | —                       | —                       | 35    | 6     | 2      |
| Santiago Wanderers · Chile   | 2ª            | 2024          | 29    | 11    | 9      | 5                | 2                | 1                | —                       | —                       | —                       | 34    | 13    | 10     |
| Santiago Wanderers · Chile   | 2ª            | 2025          | 10    | 5     | 0      | 7                | 2                | 2                | —                       | —                       | —                       | 17    | 7     | 2      |
| Santiago Wanderers · Chile   | Total club    | Total club    | 72    | 22    | 11     | 14               | 4                | 3                | 0                       | 0                       | 0                       | 86    | 26    | 14     |
| Total carrera                | Total carrera | Total carrera | 252   | 64    | 24     | 44               | 12               | 4                | 10                      | 0                       | 0                       | 306   | 76    | 28     |
| 1. 2. 3.                     |               |               |       |       |        |                  |                  |                  |                         |                         |                         |       |       |        |

## Palmarés
| Título           | Equipo               | País  | Año     |
| ---------------- | -------------------- | ----- | ------- |
| Copa Chile       | Universidad de Chile | Chile | 2012-13 |
| Primera División | Universidad de Chile | Chile | 2014-A  |